# École de commerce Mercuria
L'école de commerce Mercuria (finnois : Mercuria kauppaoppilaitos) est une école professionnelle du quartier de Martinlaakso à Vantaa en Finlande,,.

## Histoire
L'école Mercuria a commencé dans une maison en bois située rue Vuorikatu dans le quartier de Kluuvi à Helsinki, où l'établissement d'enseignement, à l'origine connu sous le nom d'École de commerce des marchands d'Helsinki, a ouvert le 1er septembre 1908.
Au cours de l'année scolaire suivante, l'école s'est installée dans la maison Heimola, achevée en 1910, de l'autre côté de Vuorikatu.
L'école de commerce a continué dans ce bâtiment jusqu'en 1924.
Après cela, l'établissement d'enseignement a fonctionné a l'adresse Uudenmaankatu 18 (1924–1928) puis Kasarmikatu 16 (1928–1961).
L'enseignement s'est étendu à une école de commerce et le nom de l'institution a été changé en École de commerce des marchands d'Helsinki.
La classe des seniors a commencé en 1952.
La classe de lycée a ouvert en 1952.
Avec l'actuel Institut de marketing (alors école de vente et de publicité), un nouveau bâtiment a été construit rue Töölöntullikatu 4, dans le quartier de Taka-Töölö.
Dans ces locaux, l'école de commerce d'Helsinki a fonctionné entre 1961 et 1986.
Depuis 1986, l'école de commerce opère à son adresse actuelle du quartier de Martinlaakso, à Vantaa.
En 2023, l'école accueille 1000 étudiants encadrés par 63 permanents.

## Domaines d'enseignement
Mercuria, permet d étudier pour obtenir un diplôme de merconomiste (diplôme de base en commerce de détail) soit en tant qu'étudiant à temps plein (jeunesse), soit en enseignement du soir et multimodal, soit en tant qu'apprenti.
La durée des études en merconomie dépend du niveau d'éducation de base et est plus courte pour ceux qui ont terminé leurs études secondaires que pour ceux qui étudient à l'école fondamentale.
Ceux qui viennent étudier à partir de l'école primaire peuvent également choisir une option où l'objectif est un double diplôme (baccalauréat et diplôme commercial). Pour les adultes qui travaillent, Mercuria propose également plusieurs diplômes professionnels et spécialisés différents.

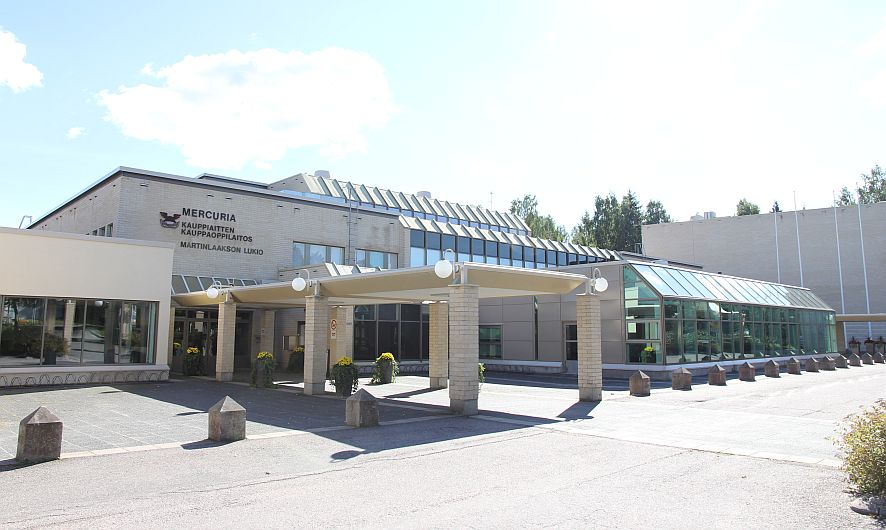
Bâtiment polyvalent partagé par Mercuria, le lycée de Martinlaakso et le centre culturel Martinus.